# Mohammad Reza Rahczamani
Mohammad Reza Rahczamani (perski. محمدرضا راه‌چمنی; ur. 1 grudnia 1952 w Sabzewar, zm. 9 marca 2020 w Teheranie) – irański lekarz i reformatorski polityk. W latach 1984–2000 reprezentował Sabzewar w irańskim parlamencie. Na początku lat 2000 stał na czele irańskiej państwowej organizacji opieki społecznej. 

## Wczesne życie
Rahchamani urodził się w 1952 roku w Sabzewar i studiował medycynę. 

## Kariera
Założyciel Islamskiej Partii Solidarności Iranu, w latach 1998–2002 był sekretarzem generalnym tej partii, a w 2006 został przewodniczącym rady centralnej. Był również założycielem Islamskiego Stowarzyszenia Irańskiego Towarzystwa Medycznego. 
W 2020 roku jako sekretarz generalny Partii Jedności Narodowej i Współpracy przeciwstawił się decyzji głównych reformatorów, którzy nie brali udziału w wyborach parlamentarnych w Iranie w 2020 roku, ogłaszając koalicję dwunastu partii reformistycznych.

## Śmierć
Rahchamani zmarł 9 marca 2020 na COVID-19 w wieku 67 lat. 